# استان چوکویتو
استان چوکویتو (به اسپانیایی: Provincia de Chucuito) یک استان در پرو است که در منطقه پونو واقع شده‌است. استان چوکویتو ۳٬۹۷۸٫۱۳ کیلومتر مربع مساحت و ۱۱۰٬۰۸۳ نفر جمعیت دارد.